# کارمن (فیلم)
کارمن با نام کامل کارمن اهلِ تراسته‌وِره (ایتالیایی: Carmen di Trastevere) یک فیلم درام ایتالیایی به کارگردانی کارمینه گالونه است که در سال ۱۹۶۲ منتشر شد. این فیلم اقتباسی آزاد از رمان کارمن اثر پروسپر مریمه و اپرای کارمن اثر ژرژ بیزه است.

## بازیگران
- جووانا رالی
- ژاک شاریه
- لینو ونتورا
- دانته دی‌پائولو
- فیورنتزو فیورنتینی
- کارلو رومانو
- انتسو لیبرتی
- رناتو ترا
- چیچو باربی
- آنیتا دورانته
- آلفردو ریتسو